# Dziewiątkowicze Nowe
Dziewiątkowicze Nowe (biał. Дзявяткавічы Новыя) – wieś na Białorusi położona przy trakcie ze Słonimia do Berezy Kartuskiej nad rzeką Hrywdą i Ruchówką.
Siedziba parafii prawosławnej (pw. św. Mikołaja Cudotwórcy) i rzymskokatolickiej (pw. Świętych Apostołów Piotra i Pawła).

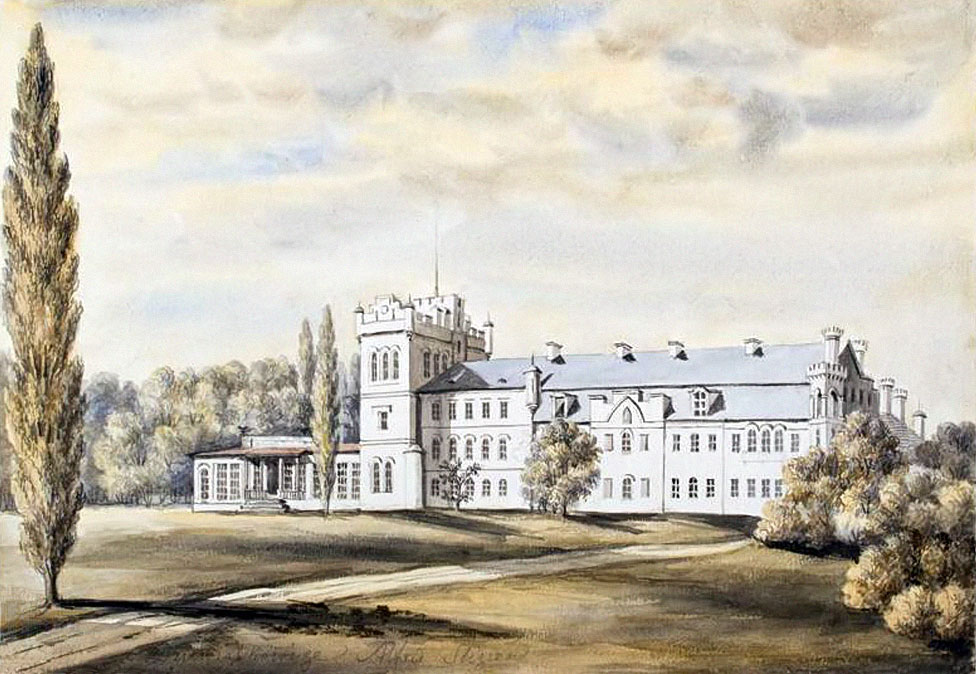
Pałac Ślizieniów w Dziewiątkowiczach Nowych, rysunek Napoleona Ordy z 1860 roku

## Historia
Dziewiątkowicze Nowe zostały wyodrębnione z Dziewiątkowicz. Dziewiątkowicze należały pierwotnie do Mieleszków. W 1667 część Dziewiątkowicz nabył Kazimierz Śliźień w posagu po żonie Teodorze Mieleszkównie. Pozostałą część klucza Dziewiątkowicz nabył podkoniuszy litewski Michał Ślizień od podstolego Giedrojcia w roku 1752. Na początku XIX w. była tu parafia katolicka. Do parafii należał kościół filialny w Rudni oraz kaplice w Rudopolu i Reginowie. Kościół w Dziewiątkowiczach fundowała Tekla Ślizień z ks. Czetwertyńskich.
Przed 1939 wieś Dziewiątkowicze Nowe należała do gminy Dziewiątkowicze w powiecie słonimskim. 
W Dziewiątkowiczach był majątek ziemski o powierzchni 637 ha. W majątku był młyn wodny i parowy. Młyny te dzierżawił Bela Epsztejn. W majątku były stawy rybne i mleczarnia. Produkowane tam sery sprzedawano do Grodna, Warszawy i Wilna. Pałac w Dziewiątkowiczach został spalony. W wieży tego pałacu znajdowała się kolekcja kilku tysięcy batalionów. Drewniany dwór (mieszkanie administratora majątku) znajduje się na ilustracji w "Przez Kraj Ludzi, Zwierząt i Bogów" Ferdynanda Ossendowskiego. Po 1939 w Dziewiątkowiczach powstał sowchoz.
Właścicielem Dziewiątkowicz był Olgierd Ślizień, adiutant gen. Andersa, jego żona Maria z Karczewskich, wcześniej była żoną gen. Skotnickiego. Maria z Karczewskich swoją karierę życiową zakończyła jako żona bankiera w Genewie. Mieszkając tam odwiedzała rodzinę w Poznaniu. Syn Ślizień pozostał w Polsce, był więziony w okresie stalinowskim.
W 2002 r. we wsi zbudowano cerkiew prawosławną pw. św. Mikołaja Cudotwórcy, która służy miejscowej parafii.